# Eurovision Song Contest 2005
La cinquantesima edizione dell'Eurovision Song Contest si è svolta il 19 e il 21 maggio 2005 presso il Palazzo dello Sport di Kiev, in Ucraina, in seguito alla vittoria di Ruslana nell'edizione precedente con Wild Dances.
Il concorso si è articolato in una semifinale e una finale, presentate da Marija Jefrosinina e Pavlo Šyl'ko.
Questa edizione ha visto il debutto di Moldavia e Bulgaria, oltre al ritorno dell'Ungheria e l'improvviso ritiro del Libano.
La vincitrice è stata la cantante Helena Paparizou con My Number One per la Grecia.

## Organizzazione

### Logo e slogan
Mentre il logo generico non ha subito cambiamenti rispetto alle precedenti edizioni, il logo specifico dell'edizione 2005 è stato una spirale verde (colore che si ottiene mescolando blu e giallo, i colori della bandiera ucraina). Il motto dell'edizione è stato Awakening (dall'inglese: Risveglio) per marcare l'intenzione dell'Ucraina di risollevarsi dalla crisi politica e economica e avvicinarsi al resto dell'Europa.

### Presentatori
Inizialmente, Ruslana, Pavlo Shylko e Volodymyr Klitschko avrebbero presentato l'Eurovision Song Contest. A Ruslana è stato chiesto di occuparsi della presentazione in inglese, a Pavlo Shylko avrebbe visto per la presentazione francese, mentre Klitschko ha avuto l'onore di occuparsi delle interviste nella green room.
Alla fine Ruslana ha rinunciato alla conduzione e Maria Efrosinina e Pavlo Shylko sono stati nominati presentatori dell'evento.

### Scelta della sede
L'emittente ucraina NTU ha annunciato che l'evento si sarebbe tenuto presso il Palazzo dello Sport di Kiev.
Nonostante l'instabilità politica ed economica della nazione ospitante è stato confermato nel mese di dicembre che l'Eurovision Song Contest 2005 si sarebbe tenuto nel mese di maggio in Ucraina.
Per migliorare la capacità della sede selezionata sono iniziati nel mese di dicembre 2004 alcuni lavori di restauro.

## Stati partecipanti

Paesi partecipanti
Paesi che non si sono qualificati per la finale
Paesi che hanno partecipato in passato ma non hanno partecipato nel 2005

Paesi partecipanti
     Paesi che non si sono qualificati per la finale
     Paesi che hanno partecipato in passato ma non hanno partecipato nel 2005
| Stato                   | Artista                   | Brano               | Lingua              | Processo di selezione                                                                          |
| ----------------------- | ------------------------- | ------------------- | ------------------- | ---------------------------------------------------------------------------------------------- |
| Albania                 | Ledina Çelo               | Tomorrow I Go       | Inglese             | Festivali i Këngës 43, 18 dicembre 2004                                                        |
| Andorra                 | Marian van de Wal         | La mirada interior  | Catalano            | Finale nazionale, 22 gennaio 2005                                                              |
| Austria                 | Global Kryner             | Y así               | Inglese, spagnolo   | Song.Null.Fünf, 25 febbraio 2005                                                               |
| Belgio                  | Nuno Resende              | Le grand soir       | Francese            | Eurosong 2005, 20 marzo 2005                                                                   |
| Bielorussia             | Anžalika Ahurbaš          | Love Me Tonight     | Inglese             | Eurofest 2005 per l'artista, 31 gennaio 2005; interno per il brano, 18 marzo 2005              |
| Bosnia ed Erzegovina    | Feminnem                  | Call Me             | Inglese             | BH Eurosong 2005, 6 marzo 2005                                                                 |
| Bulgaria                | Kaffe                     | Lorraine            | Inglese             | Finale nazionale, 12 febbraio 2005                                                             |
| Cipro                   | Kōnstantinos Christoforou | Ela Ela             | Inglese             | Interno per l'artista; finale nazionale per il brano, 1º febbraio 2005                         |
| Croazia                 | Boris Novković & Lado     | Vukovi umiru sami   | Croato              | Dora 2005, 5 marzo 2005                                                                        |
| Danimarca               | Jakob Sveistrup           | Talking to You      | Inglese             | Dansk Melodi Grand Prix 2005, 12 febbraio 2005                                                 |
| Estonia                 | Suntribe                  | Let's Get Loud      | Inglese             | Eurolaul 2005, 5 febbraio 2005                                                                 |
| Finlandia               | Geir Rönning              | Why?                | Inglese             | euroviisukarsinta 2005, 19 febbraio 2005                                                       |
| Francia                 | Ortal                     | Chacun pense à soi  | Francese            | Finale nazionale, 15 marzo 2005                                                                |
| Germania                | Gracia                    | Run and Hide        | Inglese             | Germany 12 Points!, 12 marzo 2005                                                              |
| Grecia                  | Helena Paparizou          | My Number One       | Inglese             | Interno per l'artista; Ellinikós Telikós per il brano, 2 marzo 2005                            |
| Irlanda                 | Donna & Joe               | Love?               | Inglese             | You're a Star 2005, 6 marzo 2005                                                               |
| Islanda                 | Selma                     | If I Had Your Love  | Inglese             | Interno, febbraio 2005                                                                         |
| Israele                 | Shiri Maimon              | HaSheket SheNish'ar | Ebraico, inglese    | Kdam Eurovision 2005, 2 marzo 2005                                                             |
| Lettonia                | Valters & Kaža            | The War Is Not Over | Inglese             | Eirodziesma 2005, 26 febbraio 2005                                                             |
| Lituania                | Laura & the Lovers        | Little by Little    | Inglese             | Nacionalinis finalas 2005, 26 febbraio 2005                                                    |
| Macedonia               | Martin Vučić              | Make My Day         | Inglese             | Finale nazionale; arista selezionato il 7 novembre 2004, brano selezionato il 19 febbraio 2005 |
| Malta                   | Chiara                    | Angel               | Inglese             | Song For Europe 2005, 19 febbraio 2005                                                         |
| Moldavia                | Zdob și Zdub              | Boonika bate toba   | Inglese, rumeno     | O melodie pentru Europa 2005, 26 febbraio 2005                                                 |
| Norvegia                | Wig Wam                   | In My Dreams        | Inglese             | Melodi Grand Prix 2005, 5 marzo 2005                                                           |
| Paesi Bassi             | Glennis Grace             | My Impossible Dream | Inglese             | Nationaal Songfestival 2005, 13 febbraio 2005                                                  |
| Polonia                 | Ivan & Delfin             | Czarna dziewczyna   | Polacco, russo      | Interno                                                                                        |
| Portogallo              | 2B                        | Amar                | Inglese, portoghese | Interno, 31 marzo 2005                                                                         |
| Principato di Monaco    | Lise Darly                | Tout de moi         | Francese            | Interno                                                                                        |
| Regno Unito             | Javine                    | Touch My Fire       | Inglese             | Eurovision: Making Your Mind Up 2005, 5 marzo 2005                                             |
| Romania                 | Luminița Anghel & Sistem  | Let Me Try          | Inglese             | Selecția Națională 2005, 5 marzo 2005                                                          |
| Russia                  | Natal'ja Podol'skaja      | Nobody Hurt No One  | Inglese             | Evrovidenie 2005, 25 febbraio 2005                                                             |
| Serbia e Montenegro     | No Name                   | Zauvijek moja       | Montenegrino        | Evropesma 2005, 15 marzo 2005                                                                  |
| Slovenia                | Omar Naber                | Stop                | Sloveno             | EMA 2005, 6 febbraio 2005                                                                      |
| Spagna                  | Son de Sol                | Brujería            | Spagnolo            | Eurovisión 2005: Elige nuestra canción, 5 marzo 2005                                           |
| Svezia                  | Martin Stenmarck          | Las Vegas           | Inglese             | Melodifestivalen 2005, 12 marzo 2005                                                           |
| Svizzera                | Vanilla Ninja             | Cool Vibes          | Inglese             | Interno, 5 marzo 2005                                                                          |
| Turchia                 | Gülseren                  | Rimi rimi ley       | Turco               | 27. Eurovision Şarkı Yarışması Türkiye Finali, 11 febbraio 2005                                |
| Ucraina (organizzatore) | GreenJolly                | Razom nas bahato    | Inglese, ucraino    | Jevrobačennja, 27 febbraio 2005                                                                |
| Ungheria                | NOX                       | Forogj világ        | Ungherese           | Eurovíziós Dalfesztivál, 13 marzo 2005                                                         |

## Semifinale
La semifinale si è svolta il 19 maggio 2005; vi hanno partecipato 25 stati, e hanno votato tutti i 39 paesi partecipanti.
| N° | Stato                | Cantante                 | Canzone             | Punti | Posizione |
| -- | -------------------- | ------------------------ | ------------------- | ----- | --------- |
| 01 | Austria              | Global Kryner            | Y así               | 30    | 21        |
| 02 | Lituania             | Laura & the Lovers       | Little by Little    | 17    | 25        |
| 03 | Portogallo           | 2B                       | Amar                | 51    | 17        |
| 04 | Moldavia             | Zdob și Zdub             | Boonika bate toba   | 207   | 2         |
| 05 | Lettonia             | Valters & Kaža           | The War Is Not Over | 85    | 10        |
| 06 | Principato di Monaco | Lise Darly               | Tout de moi         | 22    | 24        |
| 07 | Israele              | Shiri Maimon             | Hasheket shenish'ar | 158   | 7         |
| 08 | Bielorussia          | Anžalika Ahurbaš         | Love Me Tonight     | 67    | 13        |
| 09 | Paesi Bassi          | Glennis Grace            | My Impossible Dream | 53    | 14        |
| 10 | Islanda              | Selma                    | If I Had Your Love  | 52    | 16        |
| 11 | Belgio               | Nuno Resende             | Le grand soir       | 29    | 22        |
| 12 | Estonia              | Suntribe                 | Let's Get Loud      | 31    | 20        |
| 13 | Norvegia             | Wig Wam                  | In My Dreams        | 164   | 6         |
| 14 | Romania              | Luminița Anghel & Sistem | Let Me Try          | 235   | 1         |
| 15 | Ungheria             | NOX                      | Forogj világ        | 167   | 5         |
| 16 | Finlandia            | Geir Rönning             | Why                 | 50    | 18        |
| 17 | Macedonia            | Martin Vučić             | Make My Day         | 97    | 9         |
| 18 | Andorra              | Marian van de Wal        | La mirada interior  | 27    | 23        |
| 19 | Svizzera             | Vanilla Ninja            | Cool Vibes          | 114   | 8         |
| 20 | Croazia              | Boris Novković & Lado    | Vukovi umiru sami   | 169   | 4         |
| 21 | Bulgaria             | Kaffe                    | Lorraine            | 49    | 19        |
| 22 | Irlanda              | Donna & Joe              | Love?               | 53    | 14        |
| 23 | Slovenia             | Omar Naber               | Stop                | 69    | 12        |
| 24 | Danimarca            | Jakob Sveistrup          | Talking to You      | 185   | 3         |
| 25 | Polonia              | Ivan & Delfin            | Czarna dziewczyna   | 81    | 11        |

12 punti
| N. | A           | Da                                                                     |
| -- | ----------- | ---------------------------------------------------------------------- |
| 6  | Romania     | Cipro, Grecia, Israele, Moldavia, Spagna, Ungheria                     |
| 5  | Croazia     | Austria, Bosnia e Erzegovina, Macedonia, Serbia e Montenegro, Slovenia |
| 4  | Danimarca   | Irlanda, Norvegia, Paesi Bassi, Svezia                                 |
| 4  | Moldavia    | Romania, Russia, Turchia, Ucraina                                      |
| 3  | Israele     | Andorra, Bielorussia, Principato di Monaco                             |
| 3  | Norvegia    | Danimarca, Finlandia, Islanda                                          |
| 3  | Portogallo  | Francia, Germania, Svizzera                                            |
| 2  | Lettonia    | Lituania, Malta                                                        |
| 2  | Macedonia   | Albania, Croazia                                                       |
| 1  | Bielorussia | Bulgaria                                                               |
| 1  | Belgio      | Portogallo                                                             |
| 1  | Estonia     | Lettonia                                                               |
| 1  | Ungheria    | Polonia                                                                |
| 1  | Irlanda     | Regno Unito                                                            |
| 1  | Paesi Bassi | Belgio                                                                 |
| 1  | Svizzera    | Estonia                                                                |

## Finale
La finale si è svolta il 21 maggio 2005; vi hanno gareggiato 24 stati di cui:
- I primi 10 classificati durante la semifinale
- I primi 10 classificati dell'Eurovision Song Contest 2004
- i 4 finalisti di diritto, i cosiddetti Big Four, ovvero Francia, Germania, Regno Unito e Spagna.

I paesi segnati in grassetto si qualificano automaticamente per la finale del 2006
| N° | Stato                | Cantante                  | Canzone             | Punti | Posizione |
| -- | -------------------- | ------------------------- | ------------------- | ----- | --------- |
| 01 | Ungheria             | NOX                       | Forogj világ        | 97    | 12        |
| 02 | Regno Unito          | Javine                    | Touch My Fire       | 18    | 22        |
| 03 | Malta                | Chiara                    | Angel               | 192   | 2         |
| 04 | Romania              | Luminița Anghel & Sistem  | Let Me Try          | 158   | 3         |
| 05 | Norvegia             | Wig Wam                   | In My Dreams        | 125   | 9         |
| 06 | Turchia              | Gülseren                  | Rimi rimi ley       | 92    | 13        |
| 07 | Moldavia             | Zdob și Zdub              | Boonika bate toba   | 148   | 6         |
| 08 | Albania              | Ledina Çelo               | Tomorrow I Go       | 53    | 16        |
| 09 | Cipro                | Kōnstantinos Christoforou | Ela ela             | 46    | 18        |
| 10 | Spagna               | Son de Sol                | Brujería            | 28    | 21        |
| 11 | Israele              | Shiri Maimon              | Hasheket shenish'ar | 154   | 4         |
| 12 | Serbia e Montenegro  | No Name                   | Zauvijek moja       | 137   | 7         |
| 13 | Danimarca            | Jakob Sveistrup           | Talking to You      | 125   | 9         |
| 14 | Svezia               | Martin Stenmarck          | Las Vegas           | 30    | 19        |
| 15 | Macedonia            | Martin Vučić              | Make My Day         | 52    | 17        |
| 16 | Ucraina              | GreenJolly                | Razom nas bahato    | 30    | 19        |
| 17 | Germania             | Gracia                    | Run & Hide          | 4     | 24        |
| 18 | Croazia              | Boris Novković & Lado     | Vukovi umiru sami   | 115   | 11        |
| 19 | Grecia               | Helena Paparizou          | My Number One       | 230   | 1         |
| 20 | Russia               | Natal'ja Podol'skaja      | Nobody Hurt No One  | 57    | 15        |
| 21 | Bosnia ed Erzegovina | Feminnem                  | Call Me             | 79    | 14        |
| 22 | Svizzera             | Vanilla Ninja             | Cool Vibes          | 128   | 8         |
| 23 | Lettonia             | Valters & Kaža            | The War Is Not Over | 153   | 5         |
| 24 | Francia              | Ortal                     | Chacun pense à soi  | 11    | 23        |

12 punti
| N. | A                   | Da |
| -- | ------------------- | --- |
| 10 | Grecia              | Albania, Belgio, Bulgaria, Cipro, Germania, Regno Unito, Serbia e Montenegro, Svezia, Turchia, Ungheria |
| 3  | Lettonia            | Irlanda, Lituania, Moldavia                                                                             |
| 3  | Norvegia            | Danimarca, Finlandia, Islanda                                                                           |
| 3  | Romania             | Israele, Spagna, Portogallo                                                                             |
| 3  | Serbia e Montenegro | Austria, Croazia, Svizzera                                                                              |
| 2  | Croazia             | Bosnia e Erzegovina, Slovenia                                                                           |
| 2  | Cipro               | Grecia, Malta                                                                                           |
| 2  | Moldavia            | Romania, Ucraina                                                                                        |
| 2  | Svizzera            | Estonia, Lettonia                                                                                       |
| 2  | Turchia             | Francia, Paesi Bassi                                                                                    |
| 1  | Albania             | Macedonia                                                                                               |
| 1  | Danimarca           | Norvegia                                                                                                |
| 1  | Israele             | Principato di Monaco                                                                                    |
| 1  | Malta               | Russia                                                                                                  |
| 1  | Russia              | Bielorussia                                                                                             |
| 1  | Spagna              | Andorra                                                                                                 |
| 1  | Ucraina             | Polonia                                                                                                 |

## Stati non partecipanti
- Libano: nonostante un'iniziale conferma del debutto, l'emittente Télé-Liban ha annunciato il 18 marzo 2005 il ritiro dalla manifestazione, nonostante brano e interprete fossero già stati selezionati e annunciati (Aline Lahoud con Quand tout s'enfuit).

## Marcel Bezençon Awards
I vincitori sono stati:
- Press Award:  Malta
- Artistic Award:  Grecia
- Composer Award:  Serbia e Montenegro